# Taraškievica

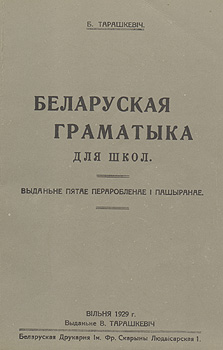
Vydání Taraškievičovy gramatiky z roku 1929

Taraškievica (bělorusky: тарашкевіца) je varianta pravopisu běloruského jazyka, založená na normě vytvořené lingvistou Branislavem Taraškievičem v roce 1918, v krátkém období běloruské nezávislosti.
V Bělorusku se oficiálně používala až do pravopisné reformy v roce 1933. Ta však byla mnohými vnímána jako komunistická intervence (v komisi, která o reformě rozhodla, nebyl jediný lingvista, všichni její členové byli politici běloruské komunistické strany) a jako přílišné přiblížení se ruštině, které bylo od reformy oficiálními orgány ostatně zcela otevřeně vyžadováno a bylo evidentní - byla vyloučena všechna slova bez přímých ekvivalentů v ruském jazyce a zavedena některá ruská slova, do běloruštiny bylo zavedeno více než 30 fonetických a morfologických rysů ruštiny. Taraškievica tak vzpurně přežívala v běloruské diaspoře a mezi demokratickou emigrací.
Během perestrojkového období na konci 80. let vzniklo v Bělorusku hnutí za návrat taraškievicy. Na začátku 90. let, během krátké koketérie Běloruska s demokracií, byly vedle sebe užívány obě gramatiky, taraškievica i "komunistická" verze (někdy zvaná narkamavka). Po nástupu Lukašenkovy diktatury byla taraškievica znovu vytlačena z oficiálního života a stala se symbolem demokratické opozice a emigrace, byť část této opozice se domnívá, že fixace na gramatické otázky je neproduktivní a archaická. I zastánci staré gramatiky nicméně uznali nutnost aktualizace. Ta byla dohodnuta roku 2005 komisí lingvistů (jejímž členem byl například opoziční novinář a jazykovědec Vincuk Vjačorka) a přijala ji hlavní (prozápadní) média, která taraškievici užívají (například běloruská sekce Rádia Svobodná Evropa nebo časopis Naša Niva). Nově dohodnutá pravidla respektuje i běloruská wikipedie v taraškevici, která existuje vedle běloruské wikipedie v oficiálním pravopisu. Rozvoj této "alternativní" wikipedie bývá označován za jeden z největších úspěchů zastánců tohoto pravopisu a za důkaz jeho životaschopnosti. K 30. dubnu 2025 měla taraškievická wikipedie 88 837 hesel, zatímco "oficiální" běloruská wikipedie 253 392 hesel.